# 天使になりたい
『天使になりたい』（てんしになりたい）は、中島愛の1作目のシングル。

## 収録曲
1. 天使になりたい [4:28]
  - 作詞：春行、作曲：重永亮介、編曲：Ryo
2. Be MYSELF [4:50]
  - 作詞：春行、作曲・編曲：藤澤慶昌
3. パイン [4:17]
  - 作詞・作曲：春行、編曲：川口圭太
4. (仮)ダジャレのお歌 [4:54]
  - 作詞：MaluMalu、作曲：荒木秀雄・岡本未希子、編曲：宮下浩司